# Обидві половинки разом (Доктор Хаус)
«Обидві половинки разом» (англ. Both Sides Now)  — двадцять четверта серія п'ятого сезону американського телесеріалу «Доктор Хаус». Прем'єра епізоду проходила на каналі FOX 11 травня 2009. Доктор Хаус і його нова команда мають врятувати хлопця, який не може контролювати свою праву півкулю мозку.

## Сюжет
Під час вечері у Скотта (Ештон Голмс) виникає кровотеча з ока. У лікарні стає зрозумілим, що у нього неконтрольована ліва рука, яка робить все, що їй заманеться. Хаус прокидається і згадує, що минулої ночі у нього та Кадді були сексуальні стосунки. Веселий він приймає справу у Кемерон. Не контрольованість лівої руки пояснюється розщепленим мозком. Хаус наказує перевірити будинок і Тринадцята знаходить плісняву. Проте невдовзі у пацієнта виникає параліч ніг. Команда вирішує перевірити зв'язок між правою і лівою півкулею мозку. Виявляється його абсолютно немає. Згодом команда розуміє, що у Скотта починає відмовляти печінка.
Хаус наказує зробити біопсію печінки, щоб підтвердити саркоїдоз. Під час процедури Тринадцята помічає точкові крововиливи біля основ нігтів, а також у пацієнта виникає блювання з кров'ю. Згодом команда дізнається, що хлопець часто пітніє і Хаус наказує просканувати підшлункову, щоб підтвердити рак підшлункової. Команда нічого не знаходить, тому Хаус наказує зробити дослідницьку операцію, щоб за допомогою препаратів побачити пухлину. Невдовзі Хаус розуміє, що у хлопця миготлива аритмія і наказує зробити стравохідну ЕХОКГ. Команда має зрозуміти, яка хвороба пошкоджує молоде серце і утворює велику кількість тромбів. Тринадцята вважає, що у Скотта синдром Кушинга і Хаус наказує провести дексаметазоновий тест. Проте перед ним, дівчина пацієнта Ені каже лікарям, що ліва рука хлопця ніколи не кидала щось з великою силою, але тепер вона почала жбурляти дезодорант, яким Скотт користується доволі часто. Команда перевіряє його склад і знаходить там небезпечну речовину.
Хаус розуміє, що вчора він не був з Кадді. В нього була ще одна галюцинація. Він розуміє, що йому потрібно лікуватися і Вілсон відвозить його до психічної лікарні Мейфілда. Кемерон і Чейз одружуються.